# Người giúp việc

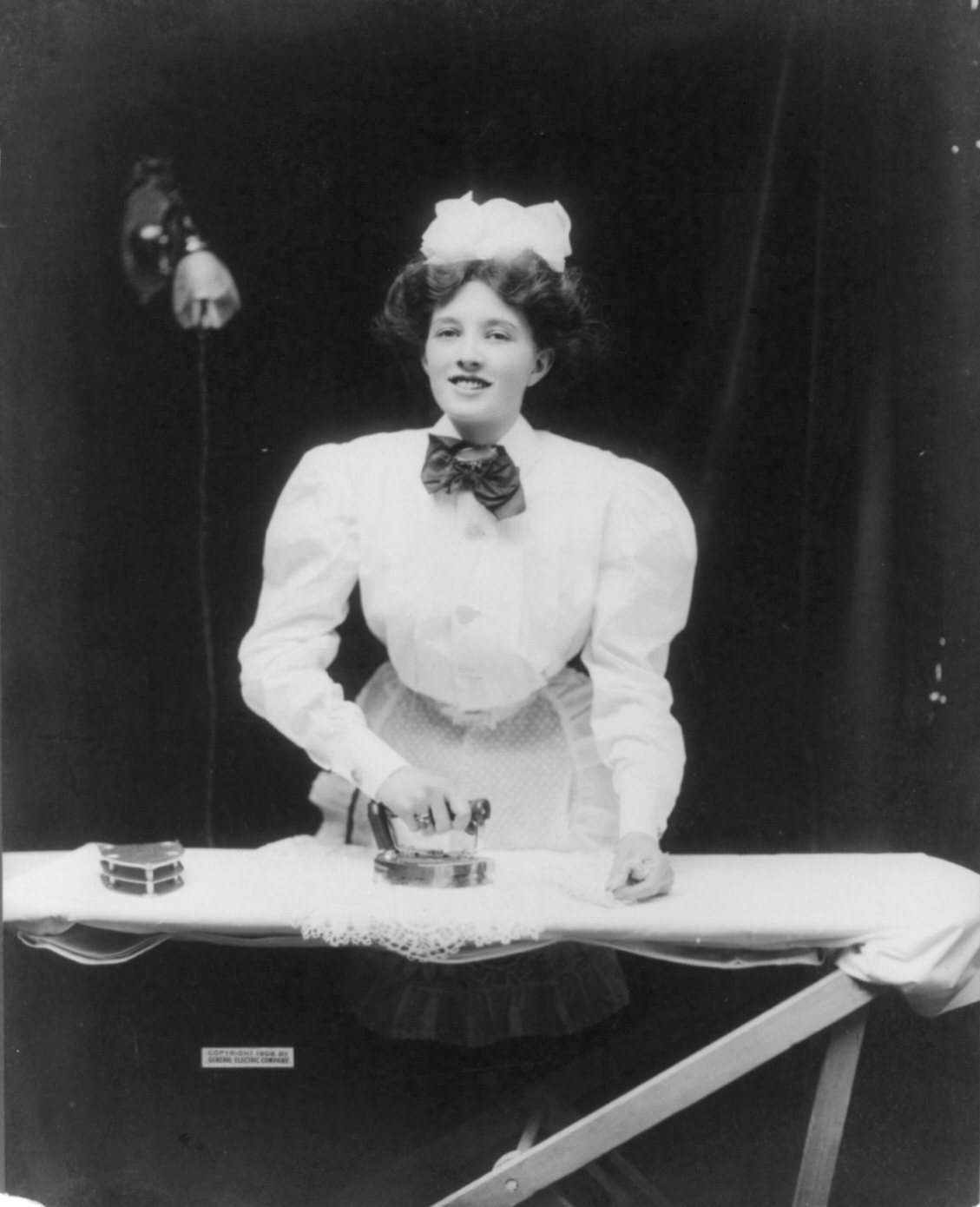
Người giúp việc đang là quần áo

Người giúp việc là những người được các gia đình hay cá nhân thuê làm các công việc nhà như nấu ăn, lau dọn, làm vườn hay thậm chí là chăm sóc trẻ em và người già, tùy theo yêu cầu của gia chủ.
Một số người giúp việc gia đình sống trong hộ gia đình của người chủ sử dụng lao động. Trong một số trường hợp, sự đóng góp và kỹ năng của người giúp việc đảm nhận những nhiệm vụ quản lý phức tạp thuộc các hộ gia đình lớn đã nhận được sự đánh giá cao. Tuy nhiên, phần lớn, công việc giúp việc gia đình có xu hướng đòi hỏi khắt khe nhưng lại thường bị đánh giá thấp, mặc dù vai trò của họ rất cần thiết. Mặc dù đã có hệ thống luật pháp để bảo vệ người giúp việc gia đình đã có ở nhiều quốc gia, nhưng quyền lợi này thường không được thực thi rộng rãi. Ở nhiều khu vực pháp lý, công việc giúp việc gia đình có những điều lệ nghèo nàn và những người giúp việc gia đình bị lạm dụng nghiêm trọng, trong đó có cả tình trạng bị đối xử như nô lệ.
Trong tiếng Việt, cụm từ trên thường được sử dụng để chỉ những người giúp việc trong nhà, mặc dù nhiều người giúp việc đảm nhiệm các công việc ngoài trời khác, như tỉa cây hay cắt cỏ. Dịch vụ giúp việc gia đình, hoặc thuê người làm công ăn lương tại nơi ở của người chủ, đôi khi được gọi đơn giản là "dịch vụ" và thường là một phần của hệ thống phân cấp tầng lớp xã hội tại nhiều khu vực và quốc gia. 
Ở Anh, hệ thống giúp việc trong gia đình rất phát triển đạt đến đỉnh điểm vào cuối thời đại Victoria, có lẽ đạt đến trạng thái phức tạp và có cấu trúc chặt chẽ nhất trong thời kỳ Edwardian (thời kỳ ở Hoa Kỳ được gọi là Thời đại mạ vàng và ở Pháp là thời kỳ Belle Époque), phản ánh tính di chuyển xã hội bị hạn chế trước Chiến tranh thế giới thứ nhất.

## Thuật ngữ
Trong tiếng Việt, một số từ ngữ khác để chỉ công việc tương đương là "người hầu", "đầy tớ", "gia nhân"... nhưng vì bản chất công việc và môi trường đã khác với hiện tại nên ngày nay ít được dùng. Từ “ô-sin” được người Việt Nam mượn từ một bộ phim truyền hình của Nhật Bản sản xuất vào những năm 1980 và trình chiếu ở Việt Nam năm 1994. Có lẽ từ vựng Việt Nam lúc ấy đang có nhu cầu tìm kiếm một từ tế nhị hơn để chỉ nghề đang dần thịnh hành trong xã hội nên từ ô-sin đã lập tức được sử dụng rộng rãi để chỉ những người giúp việc.
Người giúp việc không đồng nghĩa với nô lệ. 

## Lịch sử
Giúp việc nhà là một việc có từ lâu đời. Trước kia, hầu như chỉ có nữ giúp việc hay còn gọi là người hầu hay nô tì, tuy nhiên hiện nay ngày càng nhiều nam giới tham gia vào lực lượng lao động này. Giúp việc từng bị coi là tầng lớp dưới đáy xã hội, phải làm việc vất vả để đối lấy chỗ ở, cơm ăn, và đồng lương rẻ mạt. Các gia chủ tìm người giúp việc theo các cách rất truyền thống, mà chủ yếu là qua giới thiệu của người quen hay của giúp việc cũ khi họ nghỉ việc.
Tuy nhiên, ngày nay cùng sự phát triển của xã hội, con người mà cụ thể là phụ nữ ngày một bận rộn hơn với các công tác xã hôi. Đây chính là một trong những nguyên nhân khiến cho nhu cầu người giúp việc ngày càng cao, không chỉ đối với các gia đình thượng lưu mà cả các gia đình trung lưu. Giúp việc có thể làm toàn thời gian (sống với gia chủ) hay làm bán thời gian (giúp việc theo giờ) và công việc họ đảm nhiệm cũng ngày một phong phú đa dạng hơn, thể hiện sự phát triển của xã hội. Ví dụ, ngày nay họ có thể phục vụ đồ ăn, đồ uống hay pha chế đồ uống trong các bữa tiệc tại gia. Nhằm nâng cao tính chuyên nghiệp, chuyên môn hóa, đảm bảo quyền lợi của cả gia chủ và người lao động, ngày càng nhiều các công ty cung cấp dịch vụ giúp việc ra đời. Các công ty này còn đưa ra nhiều gói dịch vụ cho các công ty và cơ quan.

## Luật cho lao động giúp việc
Năm 1823, bộ luật đầu tiên về người giúp việc ra đời tại Anh mang tên Luật về Gia chủ và Người giúp việc (United Kingdom's Master and Servant Act). Tuy nhiên, đạo luật này còn nhiều ưu đãi với chủ lao động. Ngày nay, các phong trào đòi quyền lợi cho lao động giúp việc ngày một nhiều và mạnh mẽ trên toàn thể giới.
Các chiến dịch này đã đem lại những thành tựu đáng kể. Hiện nay, người giúp việc đã có một tổ chức của riêng của họ, mang tên Hiệp hội Người giúp việc Thế giới (The International Domestic Workers Network - IDWN). Đây là sự kết hợp của các tổ chức của người giúp việc và công đoàn các nước trên toàn thế giới. Ngày 16 tháng 6 năm 2011, Hội nghị Lao động Quốc tế lần thứ 100 tại Geneva, Thụy Sĩ đã họp và thông qua Hiệp ước về Lao động giúp việc tên là C189 nhằm bảo vệ quyền lợi cho người lao động trong lĩnh vực này. Ngày 16 tháng 6 đã được chọn làm ngày Quốc tế Lao động của Người giúp việc. Uruguay là quốc gia đầu tiên công nhận C189, tiếp đến Philippines là quốc gia thứ hai phê chuẩn hiếp ước C189. Tính đến hiện nay thì đã có 31 quốc gia phê chuẩn hiệp ước này. 
Ở khu vực Đông Nam Á, tính đến năm 2021, Philippines là nước duy nhất công nhận hiệp ước C189. Một số các quốc gia khác cũng thể hiện động thái rõ trong việc bảo vệ quyền lợi của lao động giúp việc. Ví dụ, gần đây Singapore đã thông qua đạo luật buộc chủ lao động phải cho giúp việc nước ngoài nghỉ ít nhất 1 ngày/tuần.
Tại Việt Nam, năm 2020 chính phủ đã ban hành nghị định 145/2020 NĐ-CP nhằm giúp người làm nghề giúp việc nhà được bảo vệ quyền lợi và lợi ích của mình thông qua các điều khoản chặt chẽ: ký hợp đồng với người thuê, thời gian nghỉ ngơi tối thiểu một tháng, các quyền lợi khi gặp sự cố trong lúc làm việc,.... Với nghị định 145/2020 chính thức có hiệu lực vào tháng 2/2021 sẽ mở đường cho nhiều cơ sở pháp lý bảo vệ người giúp việc nhà trong tương lai.

## Phân loại lao động giúp việc
Xét về thời gian làm việc, có thể phân thành Giúp việc Toàn thời gian và Giúp việc Bán thời gian hay Giúp việc Theo giờ. Giúp việc toàn thời gian thường được cho ăn, ở và lương tháng. Tuy nhiên, ngày nay gia chủ thích Giúp việc Bán thời gian hay Giúp việc Theo giờ hơn do tính linh động và tiết kiệm của loại hình này. Giúp việc Bán thời gian hay Giúp việc Theo giờ thường cung cấp bởi các công ty giúp việc.
Có một cách phân loại lao động giúp việc khác là theo công việc mà họ đảm nhận. Có thể liệt kê ra đây một số loại lao động giúp việc:
- Lau dọn
- Nấu bếp
- Trông trẻ
- Chăm sóc người già
- Chăm sóc người khuyết tật
- Làm vườn
- Quản gia
- Bảo vệ (giữ an ninh cho gia chủ)
- Dắt chó đi dạo
- v. v...